# Integral de Daniell
En matemáticas, la integral Daniell es un tipo de integración que generaliza el concepto de versiones más elementales tales como la integral de Riemann a la que típicamente se introducen por primera vez los estudiantes. Una de las principales dificultades con la formulación tradicional de la integral de Lebesgue es que requiere el desarrollo inicial de una teoría de la medida viable antes de que se puedan obtener resultados útiles para la integral. Sin embargo, un enfoque alternativo está disponible, desarrollado por Percy J. Daniell (1918) que no se ve afectada por esta dificultad, y tiene algunas ventajas significativas sobre la formulación tradicional, especialmente como la integral se generaliza a espacios de dimensiones superiores y otras generalizaciones tales como la integral de Stieltjes. La idea básica consiste en la axiomatización de la integral.

## Axiomas
Empezamos eligiendo una familia {\displaystyle H} de funciones reales acotadas (llamadas funciones elementales) definidas sobre un conjunto {\displaystyle X}, que satisface estos dos axiomas:
- {\displaystyle H} es un espacio lineal con las operaciones habituales de la suma y la multiplicación escalar.
- Si una función {\displaystyle h(x)} está en {\displaystyle H}, también lo es su valor absoluto {\displaystyle |h(x)|}.

Además, todas las funciones h en H, se le asigna un número real {\displaystyle Ih}, que se llama la integral elemental de h, que satisface de estos tres axiomas:
- La linealidad

Si h y k son elementos de H, y {\displaystyle \alpha } y {\displaystyle \beta } son dos números reales, entonces {\displaystyle I(\alpha h+\beta k)=\alpha Ih+\beta Ik}.
- No negatividad

Si {\displaystyle h(x)\geq 0}, entonces {\displaystyle Ih\geq 0}.
- Continuidad

Si {\displaystyle h_{n}(x)} es una secuencia no creciente de funciones en {\displaystyle H} que converge a 0 para todo {\displaystyle x} en {\displaystyle X}, entonces {\displaystyle Ih_{n}} converge a 0.
Es decir, se define una función lineal no negativa continua {\displaystyle I} en el espacio de las funciones elementales.
Estas funciones elementales y sus integrales elementales pueden ser cualquier conjunto de funciones y definiciones de las integrales sobre estas funciones que cumplen estos axiomas. La familia de todas las funciones escalonadas satisface evidentemente los axiomas anteriores para funciones elementales. Se define la integral elemental de la familia de funciones escalonadas como el área por debajo de una función que satisface, evidentemente, los axiomas dados para una integral elemental. La aplicación de la construcción de la integral Daniell se describe más adelante usando funciones escalonadas como funciones elementales lo que produce una definición equivalente de integral a la integral de Lebesgue. El uso de la familia de todas las funciones continuas como las funciones elementales y la tradicional integral de Riemann como la integral elemental también es posible, sin embargo, esto le dio una integral que también es equivalente a la definición de Lebesgue. Hacer lo mismo, pero usando la integral de Riemann-Stieltjes, junto con una función apropiada de variación acotada, da una definición equivalente a la integral de Lebesgue-Stieltjes.
Los conjuntos de medida nula pueden definirse en términos de funciones elementales de la siguiente manera: Un conjunto {\displaystyle Z}, que es un subconjunto de {\displaystyle X}, es un conjunto de medida cero si para todo {\displaystyle \epsilon >0}, existe una sucesión no decreciente de funciones elementales no negativas {\displaystyle h_{p}(x)} en H tal que {\displaystyle Ih_{p}<\epsilon } y {\displaystyle \sup _{p}h_{p}(x)\geq 1} en {\displaystyle Z}.
Un conjunto se llama un conjunto de medida completa si su complemento, en relación con {\displaystyle X}, es un conjunto de medida cero. Nosotros decimos que si alguna propiedad se tiene en cada punto de un conjunto de medida completo (o equivalente en todas partes excepto en un conjunto de medida nula), que posee tal propiedad casi en todas partes.

## Definición
Aunque el resultado final es el mismo, diferentes autores construyen la integral de manera diferente. Un enfoque común es comenzar con la definición de una clase más amplia de funciones, basados en nuestras funciones elementales elegidas, la clase {\displaystyle L^{+}}, que es la familia de todas las funciones que son el límite de una sucesión no decreciente {\displaystyle h_{n}} de funciones elementales, tales que el conjunto de integrales {\displaystyle Ih_{n}} es acotado. La integral de una función {\displaystyle f} en {\displaystyle L^{+}} se define como:
{\displaystyle If=\lim _{n\to \infty }Ih_{n}}
Se puede demostrar que esta definición de la integral está bien definida, es decir, no depende de la elección de la secuencia {\displaystyle h_{n}}.
Sin embargo, la clase {\displaystyle L^{+}} es, en general, no cerrado para la resta y la multiplicación escalar por los números negativos; hay que ampliar aún más por la definición de una clase más amplia de funciones {\displaystyle L} con estas propiedades.
El método de Daniell, se describe en el libro de Royden, equivale a la definición de la integral superior de una función general {\displaystyle \phi } por
{\displaystyle I^{+}\phi =\inf _{f}If}
donde se toma el ínfimo sobre todo {\displaystyle f} en {\displaystyle L^{+}} con {\displaystyle f\geq \phi }. La integral inferior se define de manera similar como {\displaystyle I^{-}\phi =-I^{+}(-\phi )}. Finalmente {\displaystyle L} consiste en aquellas funciones cuyos superiores e inferiores integrales son finitos y coinciden, y
{\displaystyle \int _{X}\phi (x)dx=I^{+}\phi =I^{-}\phi }
Una ruta alternativa, basada en un descubrimiento de Frederic Riesz, se toma en el libro de Shilov y Gurevich y en el artículo de la Enciclopedia de Matemáticas. Aquí {\displaystyle L} se compone de esas funciones {\displaystyle \phi (x)} que se puede representar en un conjunto de medida completa como la diferencia {\displaystyle \phi =f-g}, para algunas funciones {\displaystyle f} y {\displaystyle g} de la clase {\displaystyle L^{+}}. Entonces la integral de una función {\displaystyle \phi (x)} se puede definir como:
{\displaystyle \int _{X}\phi (x)dx=If-Ig}
Una vez más, se puede demostrar que está bien definido esta integral, es decir, que no depende de la descomposición de {\displaystyle \phi } en {\displaystyle f} y {\displaystyle g}. Esta resulta ser equivalente a la integral original de Daniell.

## Propiedades
Casi todos los teoremas importantes de la teoría tradicional de la integral de Lebesgue, como el Teorema de Convergencia Dominada de Lebesgue, el Teorema de Riesz-Fischer, el Lema de Fatou y el Teorema de Fubini también pueden fácilmente ser probadas usando esta construcción. Sus propiedades son idénticas a la integral de Lebesgue tradicional.

## Medida
Debido a la correspondencia natural entre conjuntos y funciones, también es posible usar la integral de Daniell para construir una Teoría de la Medida. Si tomamos la función característica {\displaystyle \chi (x)} de un conjunto, a continuación, su integral se puede tomar como la medida del conjunto. Esta definición de medida basado en la integral de Daniell puede demostrarse que es equivalente a la medida de Lebesgue tradicional.

## Ventajas sobre la formulación tradicional
Este método de construcción de la integral en general tiene algunas ventajas sobre el método tradicional de Lebesgue, en particular en el campo del análisis funcional. Las construcciones de Lebesgue y Daniell son equivalentes, como se señaló anteriormente, si las funciones escalonadas finito valuadas son elegidas como funciones elementales. Sin embargo, como se intenta ampliar la definición de la integral en dominios más complejos, se tienen dificultades prácticas que utilizan la construcción de Lebesgue, que se alivian con el enfoque de Daniell.
El matemático polaco Jan Mikusiński ha hecho una formulación alternativa y más natural de la integración de Daniell mediante el uso de la noción de serie absolutamente convergente. Su formulación funciona para la integral de Bochner (integral de Lebesgue para asignaciones que toman valores en espacios de Banach). El Lema de Mikusinski permite definir integral sin mencionar conjuntos nulos. También demostró el Teorema de Cambio de Variable para Integración Múltiple para Integrales de Bochner y el Teorema de Fubini para integrales Bochner utilizando integración de Daniell. El libro de Asplund y Bungart lleva un tratamiento lúcido de este enfoque para las funciones de valores reales. También ofrece una prueba de un resumen del Teorema de Radon-Nikodym utilizando el enfoque de Daniell-Mikusinski.